# Bánh canh

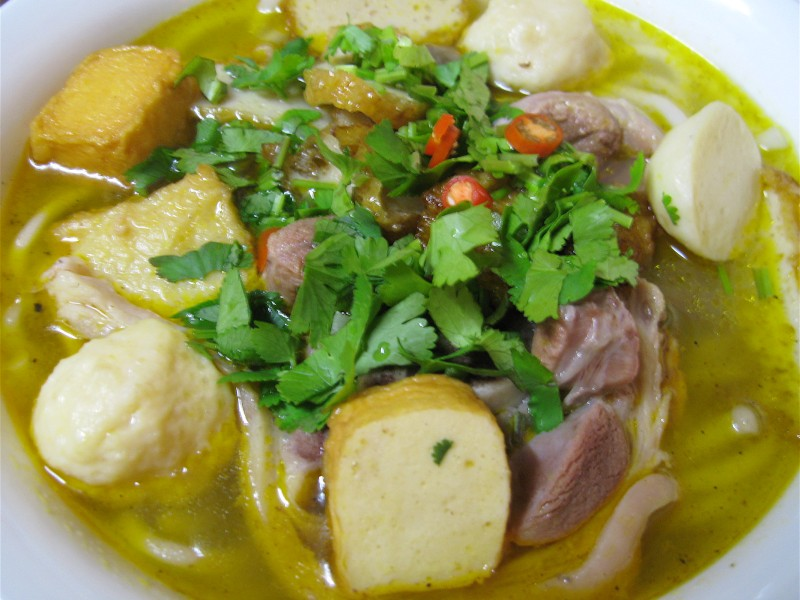
Bánh canh con cerdo, bolas de pescado, pastel de gamba y tofu frito.

El bánh canh (literalmente ‘sopa pastel’) es un fideo grueso vietnamita que puede hacerse con una mezcla de arroz purificado y tapioca en polvo o con harina de trigo. 

## Variantes
En los platos de sopa de bánh canh los fideos pueden combinarse con varias sopas de bases, como:
- Bánh canh cua: una sopa de cangrejo espesa y fuerte.
- Bánh canh bột lọc: una versión más traslúcida del fideo.
- Bánh canh chả cá: incluye salchicha de pescado y es popular en el centro y sur de Vietnam.
- Bánh canh Trảng Bàng: bánh canh hecho en la ciudad del sureste de Vietnam Trang Bang, servido con cerdo cocido, papel de arroz y hierbas locales.
- Bánh canh tôm: un caldo con sabor a gamba que también se mezcla con leche de coco.